# Hans-Georg Klemm
Hans-Georg Klemm (* 23. Juli 1965 in Unna) ist ein deutscher Sachbuchautor und Gymnasiallehrer.

## Leben
Klemm stammt aus Unna und studierte Germanistik sowie Anglistik auf Lehramt. Hauptsächlich befasst er sich in seinen Büchern mit den Komponisten Ludwig van Beethoven, Richard Wagner und Johannes Brahms. Der Autor gibt regional Lesungen. Aktuell ist Klemm in Silbach wohnhaft und unterrichtet am Geschwister-Scholl-Gymnasium in Winterberg.

## Rezeptionen
Klemms Sachbücher gelten als sprachlich-stilistisch hochwertig und einsteigerfreundlich. Zudem sei die genutzte Sprache in den Sachbüchern von einer besonderen Lebendigkeit geprägt.
So attestierte der SWR dem Sachbuch 66 x Beethoven, welches Klemm gemeinsam mit Yvonne Zoll verfasst hatte, eine „erfrischende Art“, welche besonders anfängerfreundlich sei. Dabei sei es „den Autoren gelungen, musikalische und private Beethoven-Themen harmonisch zu bündeln und dem Leser auf leichte Art und Weise greifbarer zu machen“. Auch das internationale Magazin Buchkultur thematisierte 66 x Beethoven in einer seiner Ausgaben.
Das im Jahr 2018 publizierte Sachbuch Johannes Brahms fand in einer Rezension der Radiosendung WDR 3 TonArt Erwähnung. Es wurde festgestellt, dass der „Autor Hans-Georg Klemm [es] versteht, Inhalte auf einen musikgeschichtlich unvorbelasteten Leserkreis zuzuschneiden. Abwechslungsreich und kurzweilig verwebt er seine Auswahl an Informationen in sprachlich eingängiger Weise“.
Gertraud Roth vom Borromäusverein merkte bei Klemms Sachbuch Echte Kunst ist eigensinnig! an, dass „der Leser [mitleidet], allerdings in einer anderen Zeit als Beethoven lebt und emotional wohl nicht alles passend werten kann“.

## Privates
Klemm ist verheiratet und Lehrer am Geschwister-Scholl-Gymnasium in Winterberg.

## Bücher
- Ewig dein... Verlag Lambert Schneider,[11] 2015, ISBN  978-3-650-40087-1
- 66 x Beethoven mit Yvonne Zoll[12] Konrad Theiss Verlag, 2020, ISBN 978-3-8062-4082-5
- Johannes Brahms Konrad Theiss Verlag, 2018, ISBN  978-3-8062-0055-3
- Beethoven, Wagner, Mahler[13] Wissenschaftliche Buchgesellschaft, 2012, ISBN 978-3-86312-857-9
- Echte Kunst ist eigensinnig! Primus Verlag, 2011, ISBN 978-3896787712

Einige Sachbücher wurden als Hörbücher vertont.

## Hörbücher
- Richard Wagner: Genial und hochsensibel SAGA EGMONT, 2017, ISBN 9788711811801